# Bahnstrecke Saint-Benoît–La Rochelle-Ville
| Saint-Benoît–La Rochelle-Ville                         | Saint-Benoît–La Rochelle-Ville |
| ------------------------------------------------------ | ------------------------------ |
| Verlauf der Bahnstrecke Saint-Benoît–La Rochelle-Ville |                                |
| Streckennummer (SNCF):                                 | 538 000                        |
| Streckenlänge:                                         | 140,7 km                       |
| Spurweite:                                             | 1435 mm (Normalspur)           |
| Stromsystem:                                           | ab km 1,78: 25 kV – 50 Hz ~    |
| Maximale Neigung:                                      | 9 ‰                            |
| Zweigleisigkeit:                                       | ja, außer Lusignan–St-Maixent  |
|                                                        |                                |

Die Bahnstrecke Saint-Benoît–La Rochelle-Ville verbindet die Stadt Poitiers mit der Hafenstadt La Rochelle. Sie zweigt südlich von Poitiers am Bahnhof von Saint-Benoît (Vienne) von der Hauptbahn Paris–Bordeaux ab.

## Geschichte
Im November 1845 bildete sich unter der Leitung des Vizeadmirals de Lagravière, dem früheren Präfekten des Hafens von Rochefort, eine Gesellschaft zum Bau der Bahn und suchte um Konzessionierung nach. Die Verbindung der Seehäfen La Rochelle und in ihrer Weiterführung nach Süden Rochefort mit der Hauptbahn von Paris zur spanischen Grenze entsprach strategischen Interessen. Die Inbetriebnahme erfolgte in den Jahren 1856/57.
Die Strecke wird heute von TGV auf der Relation Paris–La Rochelle und Regionalzügen des Transport express régional genutzt.

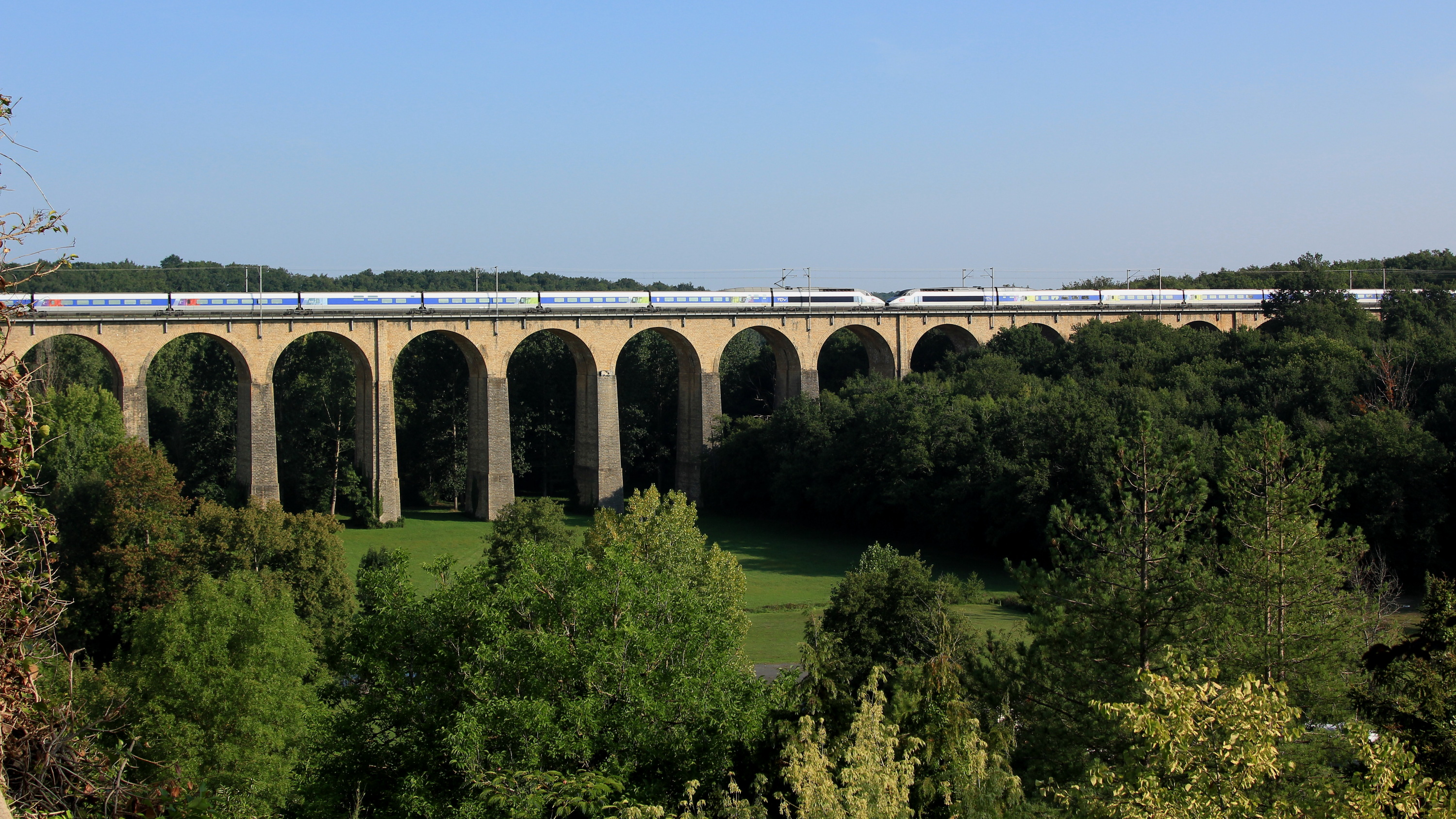
Zwei TGV Atlantique auf dem Viaduc de Lusignan
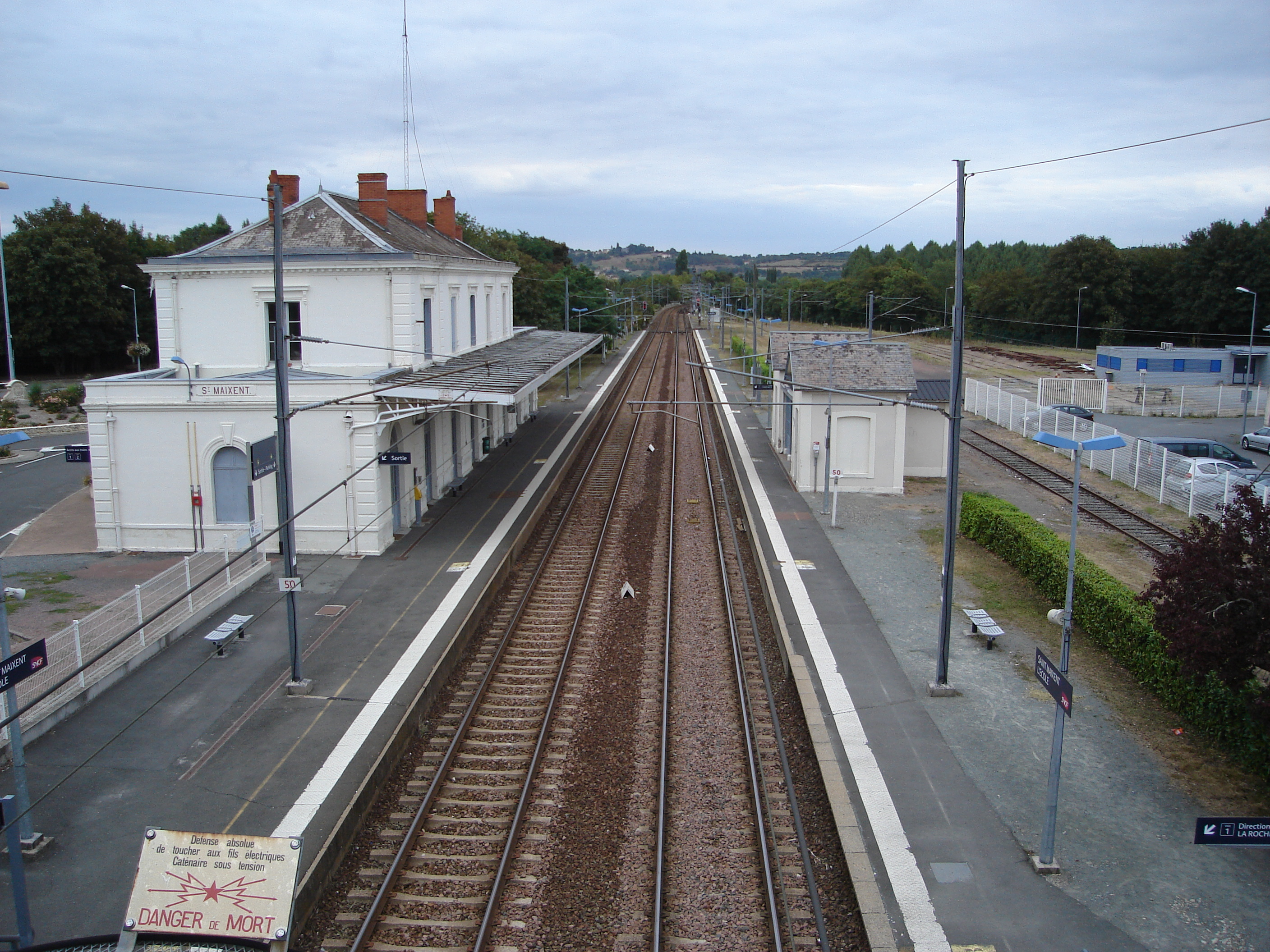
Bahnhof Saint-Maixent
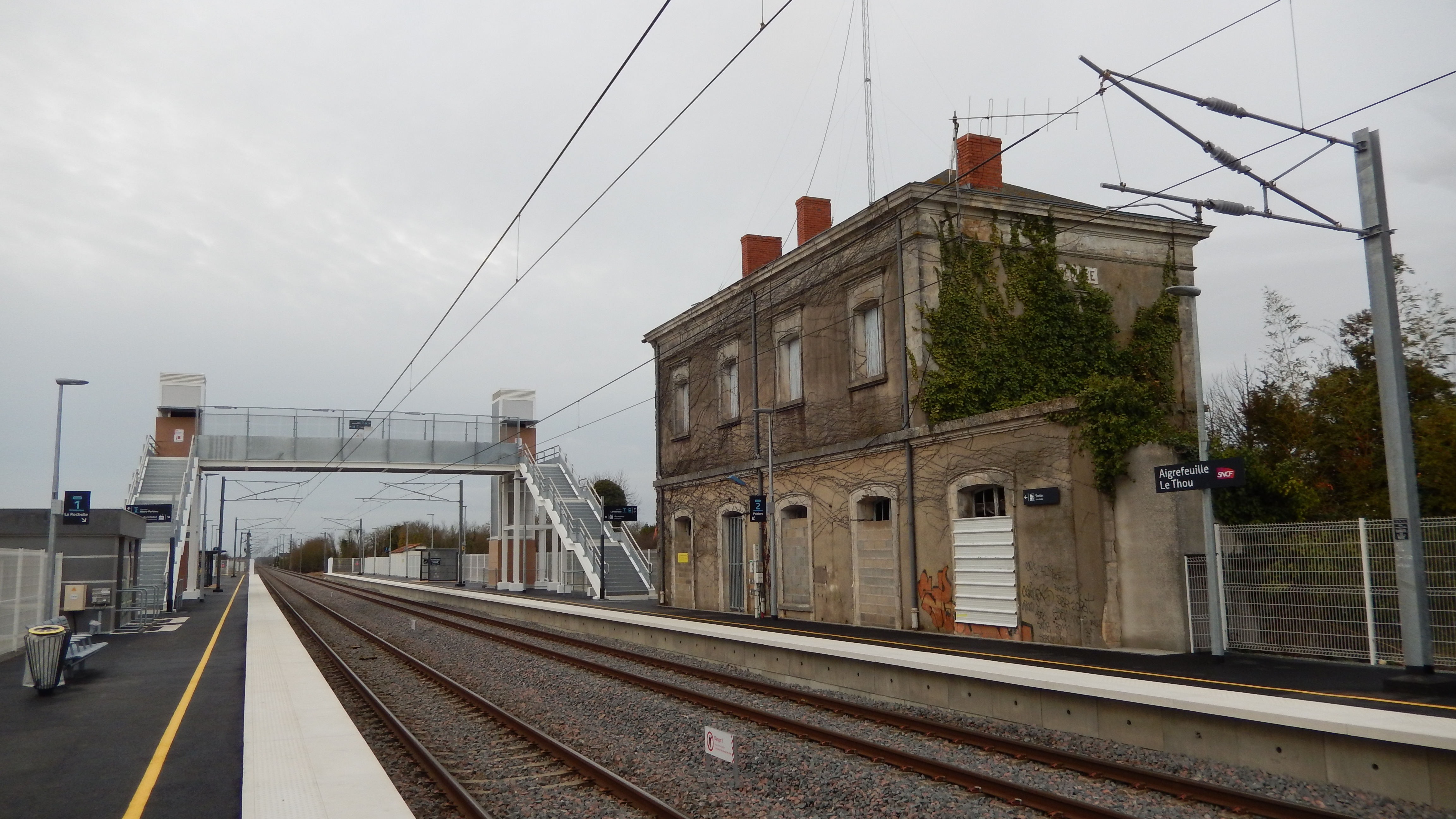
Bahnhof Aigrefeuille - Le Thou